# Alicia G. Reyero
Alicia G. Reyero (Burgos, 1982) és una actriu, directora i creadora catalana especialitzada en procesos de creació col·lectiva.
Ha treballat com a actriu de cinema a El maestro que prometió el mar, dir Patrícia Font;  i de la televisió a L'última nit del karaoke, Tú también lo harías, de David Victori, Merlí,Días de Navidad, La que se avecina. És també fundadora de les companyies teatrals Colectivo Amoro, Impacta Teatre, Pekaminosas i Paramythádes (aquest últim, un projecte de suport a les persones refugiades dels camps de Grècia).
Compte amb una àmplia experiència en processos de creació col·lectiva comunitària: dirigeix el projecte Comando Señoras, espectacles de sala i carrer, càpsules audiovisuals i accions de carrer. Codirigeix, juntament amb el Thomas Louvat els espectacles La Caverna i Lacras, de la cia Teatro Dentro a la presó de Quatre Camins.
Ha treballat com a actriu i directora als espectacles teatrals, Ritos de amor y guerra amb el Comando Señoras programat a Escena Poblenou (2022) i Trees never get tired codirigit amb Helena Tornero, en el marc del projecte Paramythádes, Grècia  (2017).
Com a actriu de teatre ha participat a You Say Want a Revolution, Kalimat i Space dirigits per Helena Tornero, Pan y circo, de Carles Vidal i La pareja ideal d'Impacta Teatre, entre d'altres.
És artista resident de La Bonne on imparteix les formacions escèniques Reconstruir la Ficció, i La sincronia del desig.